# (202704) Utena
(202704) Utena ist ein Asteroid des inneren Hauptgürtels, der von den litauischen Astronomen Kazimieras Černis und Justas Zdanavičius am 14. April 2007 am Astronomischen Observatorium Molėtai im nordostlitauischen Molėtai im Bezirk Utena (IAU-Code 152) entdeckt wurde. Unbestätigte Sichtungen des Asteroiden hatte es schon im Januar 2003 unter der vorläufigen Bezeichnung 2003 AK26 an der Lincoln Laboratory Experimental Test Site (ETS) in Socorro, New Mexico gegeben sowie im Januar 2006 (2006 BW38) beim Mount Lemmon Survey in Arizona.
(202704) Utena wurde nach der Stadt Utena benannt. Die Benennung des Asteroiden erfolgte am 27. Januar 2013.